# 清教徒
清教徒（英語：Puritan）是指要求清除聖公宗英格蘭教會內天主教會儀式的改革派新教信徒，此字詞於16世紀60年代開始使用，源於拉丁文的Purus，意為清潔。嚴格說來，清教徒並非一個新教宗派，可以說是受喀爾文主義影響，相信双重预定论並反天主教的基督徒。他們原本教籍多屬於英國國教。
清教徒信奉加尔文主义，即是認為《聖經》是唯一最高權威，任何教会或個人都不能成為傳統權威的解釋者和維護者。清教先驅者產生於試圖把英國人改造回天主教徒的瑪麗一世統治時期，他們在瑪麗執政後期流亡於欧洲大陸的英国新教團體中，之後部分移居至美洲。
18世紀以後，「清教徒」一詞就很少再得到使用、逐步走入歷史。在歐洲，清教徒的一部分反天主教理念最後融入了英格蘭教會教義中。17世紀末至18世紀初，英屬北美的清教徒逐步融入了多個不同的新教派別之中。另一方面，保有很多改革宗理念的公理會被認為是清教徒的傳承者。

## 历史

### 1559年至1625年
1603年，詹姆斯一世坐上了伊丽莎白的聖愛德華寶座，對清教徒大施壓力，要求他們臣服英國國王。結果，斯克魯比小鎮的清教徒分离派信徒（Separatists）在1608年逃亡到荷兰，因為在那裏他們能享有宗教自由。可是，過了一段時間後，荷蘭對宗教寬容的態度，令這群分离派信徒大感不安，於是他們決定離開歐洲，遷往北美洲開創全新的生活。這些分离派信徒，獲准到英国在北美十三州的殖民地維吉尼亞定居。
1620年7月，荷兰莱顿的分离派信徒转道英国，最后于9月搭乘“五月花号”前往北美。當時船上有大約100個成人及兒童，他們在風高浪急的北大西洋航行了兩個月才抵達鳕鱼角，這裏距離維吉尼亞的北部還有幾百公里。在登陆前，于11月11日他們在船上訂立了“五月花号公约”，公約載明他們願意在新大陸建立社區，服從其法律。
1620年12月21日，他們在附近的普利茅斯一安顿下來，就用木材建造禮拜堂，每星期天早上舉行聚會。雖然全員奇蹟般的度過了跨大西洋的航行，但由于旅途中的拥挤环境，导致船上传染病流行，再加上北美地區的天寒地冻，至三月初移民死亡近一半。
1621年春來，他們开始建造房屋，並向印地安人學習種植農作物。有一个名叫萨摩赛特的的当地印第安人出现在那里，他带来了会说英语的翻譯斯匡托。斯匡托除了做一名翻译之外，还把他们带到捕鱼的最佳地点，指导他们如何种植。秋天，作物豐收，並協助他們與當地印第安人簽訂條款。这批分离派清教徒，被威廉·布拉德福德自称为“天路客”（Pilgrim）。
後來，越來越多的移民來到普利茅斯，之後的15年間，当地人口就已超過2,000人，成為了一個殖民重鎮。

### 1625年至1690年
與此同時，有些英國的清教徒也像分離派的信徒一樣，相信在大西洋的另一邊會找到自己的“應許之地”。1630年，一群清教徒抵達普利茅斯以北的地方，在那建立麻薩諸塞海灣清教徒社區。1640年，新英格蘭住了約2萬個英國移民。1691年，麻薩諸塞灣清教徒社區跟普利茅斯的社區合併之後，清教徒人數衆多，也不再是什麽分離派了。事實上，住在新英格蘭的人大都是清教徒，對當時的宗教發揮很大的影響力，波士頓就成為了他們的宗教中心。

## 信仰
清教徒的信仰，主要是根據日內瓦宗教改革學者约翰·加尔文的主張。他們相信《預選說》，認為上帝早已預先選好哪些天選之人可以得救，未蒙天選的人會被投入地獄的永火裏。後來，清教徒的傳教士開始傳講勸人悔改的警訊，18世紀的牧师喬納森·愛德華茲曾發表一個演講，講題是：“落在憤怒之神手中的罪人”。他把地獄描述得實在太駭人了，令信衆惶恐不安、心神煩亂，以至他們需要其他牧师的撫慰。

## 家庭生活
清教徒的婚姻观不是去寻找一位你目前可以充满激情去爱的人，而是去寻找一位你可以稳定地去爱、当作一生最好的朋友的人，然后靠着上帝的帮助去这样行。清教徒的育儿观是教养孩子当行的路，他们的身体和灵魂都要关心，教育他们过稳重，敬虔，对社会有用的成年人生活。清教徒的家庭生活观是建立在维持秩序，尊重和家庭敬拜之上的。善意，忍耐，保持一致，鼓励人的态度被视为基本的家庭美德。还有，清教徒的平信徒是首先在家中操练传福音和事奉的。

### 教育
1630年，当约翰·温思罗普驾船前往北美新大陆时，他告诫同船乘客，北美应该是一个山巅之城，一个为世界其他地方树立榜样和示范的纯粹的基督徒社会。为了实现这一目标，殖民地领袖会教育所有的清教徒。这些自视为国际社会一部分的人们，或是来自牛津大学，或是来自剑桥大学（大多数来自剑桥），他们的学识普遍高于当时欧洲的整体水平。仅六年后的第一次大迁徙，殖民地的领导人就创办了哈佛大学。
由17世纪70年代起，所有北美新大陆殖民地（除羅德島州以外）已经通过立法，规定儿童必须接受识字的启蒙教育。在1647年，麻塞諸塞州通过了一项法律，要求每个镇必须聘请教师来教授大家学习书写。不同形式的学校教育，从主妇学校或启蒙阅读学校（即，一个由家庭主妇为家中的小孩子们进行指导的启蒙教育方式），拉丁学校（一所为那些已经懂英语的男童开始准备通过拉丁语，希伯来语，希腊语来掌握语法的学校）开始纷纷出现。启蒙阅读学校往往仅针对女童为目标进行教育，而男孩子们会离开他们的家庭阅读主妇，去镇上的语法学校。事实上，很大程度由性别来决定对其采取的教育方式。妇女引导所有儿童进行阅读，男人们教授男孩子更高级别的学业。此后，女孩们可以在部门里充当任何角色，而语法学校的目的，则是为了“指导年轻人，直到他们能接受大学教育”，拉丁语法学校不收女生（哈佛也不收）。证据大多显示，即使在较低级别的市镇学校中，启蒙读写学校的任务是为镇上的五十多个家庭开设，但女童并不能参加。
动机教育主要是宗教。为了使清教徒变得圣洁，他们需要阅读圣经。作为1549年信念的文章曾宣布，“神圣的《圣经》包含了一切必要的救赎”。虽然通过阅读圣经并不能保证发生什么，但它奠定了基础工作，一个好的清教徒，他的职责是为自己寻找圣经真理。
强制阅读教育的社会动机，由“如果不给儿童进行启蒙阅读教育，长大后会变得野蛮”这个关注而来的。1648年修订了马萨诸塞州法和1650年康涅狄格州法案，都使用了野蛮这个词。此外，“儿童需要阅读”，这个观点的目的，是为了“了解......这个国家的资本律法”（由美国马萨诸塞州的法律宣布）。对一群试图要在新大陆建设家园，并从零开始创造一个完美社会的清教徒团体来说，秩序是至关重要的。
北美新大陆地区清教徒注重教育，明显不同于美洲殖民地的其它地区。创始者建立了追求基督徒生活模式的北美地区，引发强烈的文化教育动机。但北美新大陆地区和它的祖国也不尽相同，比如没有规定教师或学童的章程。事实上，除了苏格兰，世界其他地方不存在清教徒教育模式。

## 代表人物
清教徒牧師和神學家的代表人物包括約翰·歐文（John Owen）、理查德·巴克斯特、約翰·班揚、马太亨利、喬納森·愛德華茲、怀特菲尔德等。他們寫了很多引導信徒不同方面靈性生活的著作，確定更正教靈修神學的典範。後來，靈修神學成為更正教神學院的學科，主要是研究有關敬虔操練的方法，包括默想、祈禱、勝過試探、操練愛上帝的心等。在北美殖民地時期，北美清教徒承傳英國清教徒的靈修特色：結合內在生命的操練和社會參與，也是加爾文靈修神學的實踐。
約翰·班揚（1628-1688）是佈道家、作家。他年輕時受妻子影響，開始過敬虔的生活。1660年後，他因受英國政府迫逼而多次被捕，在獄中勤讀聖經得感安慰，亦開始寫《天路歷程》。此書描述基督徒各種的掙扎、苦難和團契生活。它提醒信徒要認真追求屬靈生命的成長、重視人與上帝的關係，並非只是名義和形式上的信徒。在信仰歷程，基督徒會面對各種挑戰和考驗，經驗人的軟弱和限制。與此同時，上帝的恩典又讓人能勝過考驗。
巴克斯特（1615-1691）是英國清教徒重要的領袖，他在1653年推動英格蘭牧者立約進行家庭牧養。他也是多產的神學家，當中《基督徒指南》（A Christian Directory）是綜合神學、倫理和靈修的經典靈修作品，詳盡提供實用和經驗並重的靈性生活指導。他將神學定義為情感與實用的科學，重視信徒經驗成聖的真實，人與上帝的關係能日益加增。他認為理智可轉化意志與情感，重視情感與理智的平衡結合。他認為成聖是立足現世，質疑神秘主義的獨處、神貧、孤獨作為離棄世界的操練方法。他不同意默觀生命（contemplative life）比行動的生活（active life）更加屬靈，提出提出一種在世而不屬世的屬靈操練，重視信徒在職場中的見證。此外，他亦認為上帝會在個人靈修與教會聖禮中施恩，讓信徒靈命更新。